# Wera Meyer-Waldeck
Wera Hanna Alice Meyer-Waldeck, née le 6 mai 1906 à Dresde et morte le 25 avril 1964 à Bonn, est une architecte allemande. Elle est diplômée en architecture à l'école du Bauhaus.

## Biographie
Wera Meyer-Waldeck grandit à Alexandrie de deux à huit ans. Elle passe la Première Guerre mondiale avec sa famille en Suisse. En 1921, elle s'installe à Dresde pour terminer ses études. Après deux années de formation d'institutrice de maternelle, elle étudie le graphisme avec Georg Erler à l'Académie des arts appliqués de Dresde de 1924 à 1927.
En 1927, elle entre au Bauhaus de Dessau. Elle étudie l'architecture et la peinture. Elle s'inscrit également à l'atelier de meubles du Bauhaus dirigé par Marcel Breuer. En 1932, elle est la première femme de Thuringe à passer l'examen de compagnon menuisier. La même année, elle termine ses études d'architecte. Au cours de ses études, elle rencontre les trois directeurs du Bauhaus : Walter Gropius, Hannes Meyer et Ludwig Mies van der Rohe.
En 1934, elle travaille pour la Junkerswerke Dessau comme dessinatrice technique dans la construction aéronautique. En 1937, elle travaille au bureau de planification du réseau autoroutier du Reich à Berlin. À partir de 1939, elle est architecte à la direction de la construction du réseau ferroviaire du Reich à Berlin. En 1942, elle devient cheffe du bureau de planification de l'entreprise minière et sidérurgique Karwin-Thzynietz. Elle est chargée de la construction de cokeries, de stations de pompage, d'une centrale électrique et d'appartements pour les ouvriers. De 1946 à 1948, elle est chargée de cours en design d'intérieur à l'Université des arts appliqués de Dresde.
En 1948, elle s'installe à Walldorf en tant qu'architecte indépendante et conçoit des meubles. Elle rejoint le Werkbund allemand. Elle organise  sa première exposition Neues Wohnen, à Cologne en 1949, où elle présente ses propres créations de meubles et un jardin d'enfants modèle. En 1949, en tant qu'indépendante dans le bureau de l'architecte Hans Schwippert, elle planifie l'aménagement intérieur du Bundestag allemand à Bonn. Viennent ensuite l'aménagement intérieur de deux ministères, de la maison d'hôtes du gouvernement fédéral et de la Chancellerie fédérale. Elle réalise également la rénovation d'un hôtel à Coblence, l'aménagement intérieur d'une maison de célibataires et de plusieurs lycées, quatre maisons à arcades pour les réfugiés de l'Est et plusieurs maisons individuelles à Cologne ainsi que la mission étrangère catholique.
En 1950, elle ouvre son propre bureau à Bonn et travaille sur des projets de taille moyenne comme la rénovation du magasin de meubles Carpet-Schlüter. En 1951/1952, elle se tourne vers la construction durable et les énergies renouvelables. Elle construit la première maison modèle en béton cellulaire Ytong de Bonn. En 1951, elle participe à l'exposition Comment vivre à Bonn.
Dans le cadre de l'exposition de Belin de 1957, elle conçoit des immeubles d'habitation visionnaires et des modèles d'habitation pour des familles. Elle défend l'idée que l'organisation des différents espaces : chambres d'enfants, chambres de parents et espaces communs doit être adapté et conçut en fonction du type de famille qui va y vivre.
En collaboration avec Hilde Weström, elle développe plusieurs projets d'aménagement pour l'exposition Vivre dans la ville de demain. En 1958, elle est responsable de l'architecture de l'exposition du département Besoins personnels du Pavillon allemand à l'Exposition universelle de Bruxelles. Son dernier projet est une résidence étudiante à Bonn en 1962.
En 2017, son travail est montré lors de l'exposition Les femmes architectes en Allemagne, 1900-2000.